# Irlandzkie monety euro

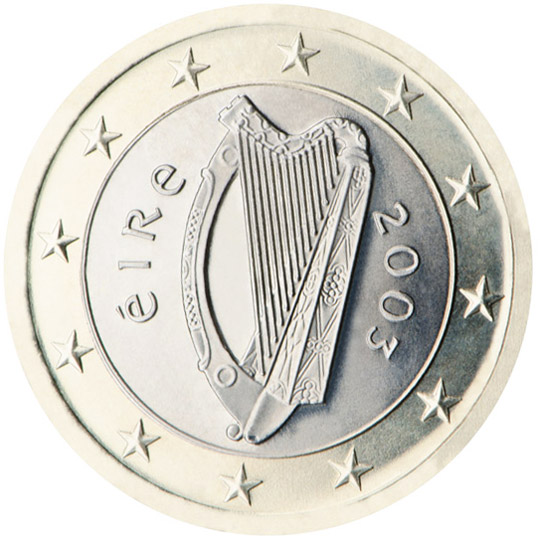
Moneta 1 euro

Na wszystkich awersach irlandzkich monet euro umieszczono godło tego kraju oraz słowo ÉIRE – nazwę wyspy w języku irlandzkim. Autorem projektu jest Jarlath Hayes.